# ホリー・ダナウェイ
ホリー・ダナウェイ（Hollie Dunaway、1974年2月23日 - ）は、アメリカ合衆国の女子プロボクサー。アーカンソー州ヴァン・ビューレン出身。

## 来歴
2003年2月4日、メリッサ・シャファー戦でデビューし、2回TKO負け。
3月22日、2戦目でジェイディー・チャファードンを1回TKOで退け初勝利を得るも、3戦目でヴァイア・ザガナスに2回TKO負けで早くも2敗目。4, 5戦目を2連勝して、6戦目ステファニー・ダブスに0-2判定負けとなるも、その後は連勝を重ね、ダブス相手に雪辱も果たした。
2004年6月19日、アンヘル・シプスを1回TKOで退け、空位のミッドウェスト女子ライトフライ級王座獲得。
12月16日、テリー・モスと空位のWIBA女子ミニマム級（アトム級に該当）を争い、3-0判定で世界王座獲得。
2005年4月16日、2階級制覇を懸けてWIBF女子フライ級王者レジーナ・ハルミッヒと対戦。しかし、0-3判定で王座獲得ならず。
2006年2月16日、因縁のシャファー相手にWIBA初防衛戦。3-0判定で初防衛とともにデビュー戦の借りを返した。
9月21日、ディー・ハマグチ相手に2度目の防衛戦。7回負傷判定で王座防衛。
11月25日、GBU・WIBC世界ミニマム級王者クリスティナ・ベリンズキーと対戦。2-1判定でWIBAと王座を統一。
2007年6月30日、WIBF世界ライトフライ級王者ジュリア・サヒンと対戦し、1-2判定で王座奪取ならず。
2007年9月27日、WBC女子世界ミニマム級王者カリーナ・モレノと対戦し、0-3判定で王座奪取ならず。
2008年1月11日、シャーロン・ガイネスを降し空位のNABF女子フライ級王座獲得。
6月13日、ウェンディ・ロドリゲスと空位のIBA女子世界ミニマム級王座を争うも1-2判定負け。
2009年2月28日、IFBA世界ミニマム級王者パク・ジヒョンと対戦し0-3判定負け。
8月22日、メイーナ・ペレスに判定勝利。
2010年1月28日、チャンテル・コルドバに2-1判定勝利。
11月6日、メキシコでWBC女子世界スーパーフライ級王者アナ・マリア・トーレスと対戦し、6回TKO負け。
2011年4月16日、メキシコでカティア・グティエレスと初代IBF女子世界ミニフライ級王座を争うが、判定負け。
2012年4月26日、ベッキー・ガルシアと再起戦、しかし無効試合に。

## 戦績
- 36戦 23勝 10KO 10敗 1分け2無効試合

## 獲得タイトル
- ミッドウェスト女子ライトフライ級王座
- WIBA世界ミニマム級王座
- GBU世界ミニマム級王座
- WIBC世界ミニマム級王座
- NABF女子フライ級王座